# On the Loose (film, 1931)
On the Loose är en amerikansk komedifilm med ZaSu Pitts och Thelma Todd från 1931 regisserad av Hal Roach.

## Handling
ZaSu och Thelma är trötta på att bli bjudna på dejter till Coney Island av alla närboende män. En dag träffar dem två engelsmän som bjuder dem på dejt, till Coney Island.

## Om filmen
Filmen är gjord i en serie med ZaSu Pitts och Thelma Todd som kvinnliga motsvarigheter till Helan och Halvan. Detta är den mest kända med dem, eftersom Helan och Halvan dyker upp i slutet av filmen.
Inspelningsplatserna i Coney Island är samma som användes i stumfilmen Kopparslagare från 1927 producerad av Hal Roach.

## Rollista (i urval)
- ZaSu Pitts – ZaSu
- Thelma Todd – Thelma
- John Loder – mr. Loder
- Claud Allister – mr. Loder's vän
- Billy Gilbert – Pierre
- Gordon Douglas – arbetare i Lustiga huset
- Jack Hill – arbetare i Lustiga huset
- Charlie Hall – ägare till skjutståndet
- Dorothy Layton – kvinna i Lustiga huset
- Stan Laurel – Stan (Halvan)
- Oliver Hardy – Ollie (Helan)[4]